# العلاقات السنغافورية الفلسطينية
العلاقات السنغافورية الفلسطينية هي العلاقات الدولية بين سنغافورة وفلسطين. لسنغافورة مكتب تمثيلي لدى السلطة الفلسطينية. لا تعترف سنغافورة بدولة فلسطين.

## العلاقات الثنائية
تدعم سنغافورة حل القضية الفلسطينية عبر حل الدولتين.
في 18 يوليو 2017، بحث مازن شامية مساعد وزير الخارجية الفلسطيني لشؤون آسيا وأفريقيا وأستراليا العلاقات الثنائية مع وزير الخارجية السنغافوري فيفيان بالاكريشنان وسبل تطويرها.
في 18 سبتمبر 2017، عُقدت الجولة الأولى من المشاورات السياسية السنغافورية الفلسطينية في سنغافورة بين مازن شامية وفيفيان بالاكريشنان.
في 21 ديسمبر 2017، أيدت سنغافورة قرار الجمعية العامة للأمم المتحدة ES-10/19، حول وضع القدس بوصفها عاصمة لإسرائيل بأنه «باطل ولاغ».
في 25 مارس 2018، استقبل رئيس الوزراء الفلسطيني رامي الحمد الله سفير سنغافورة غير المقيم لدى فلسطين هوازي ديبي في رام الله.
في 20 مارس 2022، زار وزير الخارجية السنغافوري فيفيان بالاكريشنان الأراضي الفلسطينية والتقى برئيس الوزراء محمد اشتية ووجه دعوة لها لزيارة بلاده.
في 21 مارس 2022، أعلنت وزارة الخارجية الإسرائيلية عن نية سنغافورة افتتاح سفارة لها لدى إسرائيل بعد لقاء بين رئيسا الوزراء الإسرائيلي والسنغافوري في القدس الغربية. كما وأعلن وزير الخارجية السنغافوري فيفيان بالاكريشنان عن نية بلاده افتتاح مكتب تمثيلي لها لدى فلسطين.
في 9 يونيو 2022، استقبل رئيس الوزراء الفلسطيني محمد اشتية سفير سنغافورة غير المقيم لدى فلسطين هوازي ديبي في رام الله.
في 15 سبتمبر 2022، عُقدت الجولة الثانية من المشاورات السياسية السنغافورية الفلسطينية في رام الله بين وكيل وزارة الخارجية والمغتربين الفلسطينية أمل جادو ونائب وكيل وزارة الخارجية السنغافورية للشؤون الآسيوية والباسيفيك وجنوب شرق آسيا نغ تك هيان.
في 18 أكتوبر 2022، زار الوزير الثاني للخارجية والتعليم في سنغافورة محمد مالكي بن عثمان الأراضي الفلسطينية لافتتاح مكتب تمثيلي لجمهورية سنغافورة في مدينة رام الله، والتقى برئيس الوزراء محمد اشتية ووزير الخارجية رياض المالكي وبحثوا المستجدات السياسية وسبل تقوية العلاقات بين البلدين. كما دعا محمد اشتية سنغافورة للاعتراف بدولة فلسطين.
في 26 أكتوبر 2022، وصل رئيس الوزراء محمد اشتية برفقة وفد من رجال الأعمال الفلسطينيين وسفير دولة فلسطين لدى إندونيسيا زهير الشن ومحافظ سلطة النقد فراس ملحم سنغافورة في زيارة رسمية استمرت حتى 28 أكتوبر 2022، التقى خلالها برئيسة سنغافورة حليمة يعقوب ووزير الخارجية السنغافوري فيفيان بالاكريشنان.